# Nurniczek wąsaty
Nurniczek wąsaty (Aethia pygmaea) – gatunek małego ptaka z rodziny alk (Alcidae) gnieżdżący się na północno-wschodnim wybrzeżu Morza Ochockiego, Aleutach, Kurylach i Wyspach Komandorskich. Nie wyróżnia się podgatunków. Nie jest zagrożony wyginięciem.

## Morfologia
Długość ciała wynosi około 16,5 cm–19 cm, masa ciała 99–136 g (średnio 116 g) oraz rozpiętość skrzydeł 37 cm. Pierś szara, brzuch biały. Na czole obecny pęczek białych piór, a także białe „wąsy” w postaci również białych, luźnych piór, biegnące od dzioba w tył i podobne pióra od oka w tył. W okresie lęgowym dziób przybiera barwę intensywnie cynobrową.

## Zasięg występowania
W okresie lęgowym nurniczek wąsaty spotykany jest na północno-wschodnim wybrzeżu Morza Ochockiego, Aleutach, Wyspach Kurylskich i Wyspach Komandorskich. Poza okresem lęgowym przebywa głównie na otwartym morzu, na południu po wschodnie wybrzeża Japonii.

## Lęgi
Nurniczki wąsate przybywają do kolonii lęgowych od marca do czerwca, zależnie od siedliska. Gniazdo mieści się w zagłębieniu w skale. Zniesienie liczy 1 białe jajo o wymiarach 44,1 ± 1,6 mm na 31,1 ± 1,61 mm (dane z Buldir Island). Pisklęta w wieku 2 dni ważą 17,4 ± 2,4 g. Pisklęta badane na wyspie Buldir były karmione przez rodziców po zapadnięciu zmroku widłonogami z rodzaju Neocalanus oraz pancerzowcami Thysanoessa. 89% z młodych dożyło wieku opierzenia.

## Status
Międzynarodowa Unia Ochrony Przyrody (IUCN) uznaje nurniczka wąsatego za gatunek najmniejszej troski (LC – Least Concern) nieprzerwanie od 1988 roku. Liczebność populacji w 1996 roku szacowano na ponad 100 tysięcy osobników, czyli ponad 67 tysięcy osobników dorosłych. Trend liczebności uznawany jest za spadkowy ze względu na drapieżnictwo gatunków inwazyjnych oraz niszczenie siedlisk.